# Crying Song
Pistes de More
The Nile Song Up the Khyber
Crying Song est une chanson de Pink Floyd, figurant sur l'album More. C’est la troisième pièce de l’album. 
Cette chanson n’a jamais été jouée en concert.
La chanson est composée comme bon nombre de chansons folk, à l’exception près qu’il y a un deuxième chœur.
La chanson commence par du vibraphone joué par Rick Wright. Gilmour joue de la guitare acoustique et le solo de guitare électrique qui termine la chanson est assez proche de la ligne vocale avec quelques variations rythmiques. Le solo évolue ensuite sur sa propre ligne mélodique. Cette approche est tout à fait typique de l’évolution du style que Gilmour développera plus tard.
La chanson a été reprise par le flûtiste de jazz Hubert Laws sur son album justement baptisé  Crying Song (1969) qui reprend l'album More de Pink Floyd.

## Crédits
- Roger Waters – basse, chant
- David Gilmour – guitare acoustique, guitare électrique glissando, chant
- Nick Mason – percussions
- Richard Wright – vibraphone

## Liens
- Site officiel de Pink Floyd
- Site officiel de Roger Waters
- Site officiel de David Gilmour